# Ivan Neville
Ivan Neville (New Orleans (Louisiana), 19 augustus 1959) is een Amerikaans multi-instrumentalist, singer-songwriter en muziekproducent. Hij is de zoon van Aaron Neville en neef van de leden van The Neville Brothers, de familieband waarin hij sinds zijn puberteit speelt. Neville heeft ook met andere grote namen samengewerkt. Sinds 2002 heeft hij een eigen band met de naam Dumpstaphunk.

## Biografie
Kort nadat Neville naar Los Angeles verhuisde, werd hij een belangrijk lid van de begeleidingsband van Bonnie Raitt. Nadat hij had samengewerkt met onder anderen Rufus (de band met Chaka Khan) en Keith Richards begon hij een solocarrière met het album If My Ancestors Could See Me Now. Terwijl Neville bezig was met zijn eigen albums, schreef hij liedjes voor andere artiesten, toerde hij met hen of nam hij albums op met artiesten en bands zoals Raitt, Richards, Robbie Robertson, Chad Smith en The Rolling Stones (hij speelt keyboard op de albums Dirty Work en Voodoo Lounge).
Zijn tweede soloalbum, dat hij zelf schreef en mede produceerde, is getiteld Saturday Morning Music. Op dit album staan autobiografische nummers. Neville zei hierover in een interview dat hij was beïnvloed door de muziek waar hij in zijn jeugd naar luisterde, zoals die van Raitt, Richards, Bobbie Womack en Aaron Neville.
Van 1999 tot 2002 maakte Neville deel uit van de band Spin Doctors, waarmee hij op tournee ging en het album Here Comes The Bride opnam. Hij speelde aanvankelijk keyboard, maar nam later de zangpartijen over van Chris Barron, die stemproblemen kreeg.
Neville speelde tijdens het liefdadigheidsconcert voor de Stichting van Tipitina, samen met andere muzikanten die uit New Orleans kwamen. Deze stichting zamelde geld in voor de slachtoffers van de Orkaan Katrina. Tegenwoordig toert hij solo door de Verenigde Staten.

## Discografie
| - Fiyo on the Bayou (1981) - met The Neville Brothers - Seal in Red (1983) - met Rufus - Neville-ization (1984) - met The Neville Brothers - Durell Coleman (1985) - met Durell Coleman - Dirty Work (1986) - met The Rolling Stones - Nine Lives (1986) - met Bonnie Raitt - Robbie Robertson (1987) - met Robbie Robertson - Talk is Cheap (1988) - met Keith Richards - If My Ancestors Could See Me Now (1988) - solo - Something Real (1989) - met Phoebe Snow - The End of Innocence (1989) - met Don Henley - Brother's Keeper (1990) - met The Neville Brothers - Luck of the Draw (1991) - met Bonnie Raitt - Spellbound (1991) - met Paula Abdul - Storyville (1991) - met Robbie Robertson - Warm Your Heart (1991) - met Aaron Neville | - Family Groove (1992) - met The Neville Brothers - Main Offenders (1992) - met Keith Richards - Voodoo Lounge (1994) - met The Rolling Stones - Thanks (1995) - solo - Here Comes the Bride (1999) - met The Spin Doctors - Make It Beautiful (2000) - met Sara Lee - The Psychotic Friends Nuttwerx (2000) - met Fishbone - Saturday Morning (2002) - solo - Keep On Running (2003) - met Robben Ford - Outlaws and Angels (2004) - met Willie Nelson - Scrape (2004) - solo - Break Out (2005) - met Soulive - Bring 'Em In (2006) - met Buddy Guy - Soul of a Man (2006) - met Eric Burdon - What's Going On (2006) - met The Dirty Dozen Brass Band - Between Moments (2010) - met Eric Lindell |